# Мерс-ель-Кебір
Мерс-ель-Кебір (араб. المرسى الكبير: Mers El Kébir — велика гавань) — портове місто у вілаєті Оран на північному заході Алжиру, розташоване на узбережжі Середземного моря поруч з Ораном. Військово-морська база Алжиру в західній частині затоки Оран, доступна для всіх класів кораблів. Отримав відомості через атаку британською ескадрою на французькі сили, відомою як напад на Мерс-ель-Кебір в 1940 році.

## Історія
Порт і поселення на території сучасного Мерс-ель-Кебіру були засновані фінікійцями у II столітті до н. е. Стародавні римляни за часів імператора Августа розширили порт, який вважали найкращим місцем для глибоководної марини в західній Мавретанії Цезарейській, проклали від нього дороги до інших мавретанських колоній. Давньоримське місто-порт отримало назву лат. Portus Divinus, тобто «Порт богів». З часів Траяна це військовий форпост.
В епоху арабських завоювань, у XII столітті Мерс-ель-Кебір став військовим портом Альмохадів, а у XV столітті потрапив у володіння Королівства Тлемсен, і врешті-решт, близько 1492 року, став одним з центів берберського піратства.
У 1505 році місто захопили іспанці, які називали його Масальківір (ісп. Mazalquivir). Масальківір став базою для захоплення у 1509 сусіднього Орану. 1708 іспанців з Мерс-ель-Кебіру і Орану вигнали турки, але 1732 армада дона Монтемара розгромила турецький флот і повернула собі Оран і Масальківір. Обидва міста залишалися під владою іспанської корони до 1792, коли король Карлос IV продав їх Алжирському бею.
За часів Французької колоніальної імперії над колишньою провінцією Османської імперії був встановлений протекторат Французької третьої республіки. Французи захопили місто у 1830 і назвали його Сент-Андре де Мерс-ель Кебір (фр. Saint André de Mers-el-Kébir) за ім'ям побудованого у 1868 році на вході в порт маяка Сент-Андре.
Під час Другої світової війни, у липні 1940 року, аби запобігти захопленню кораблів ВМС Франції в гавані Мерс-ель-Кебіру Німеччиною та Італією, британська ескадра атакувала французькі кораблі в порту. Під час бойових дій з 3 до 6 липня 1940 року 1297 французів загинуло та близько 350 отримали поранення. Втрати британців склали шість літаків і два льотчики. Порт Мерс-ель-Кебіру зазнав значних руйнувань.
Після Другої світової війни Франція використовувала свою військово-морську базу в Мерс-ель-Кебірі як пункт базування атомних підводних човнів. В результаті Алжирської війни за незалежність, згідно з Евьянськими угодами від 18 березня 1962, Франція зберегла за собою базу в Мерс-ель-Кебірі на 15 років, але вивела свої сили з нього через п'ять років, у 1967.

## Порт і військово-морська база

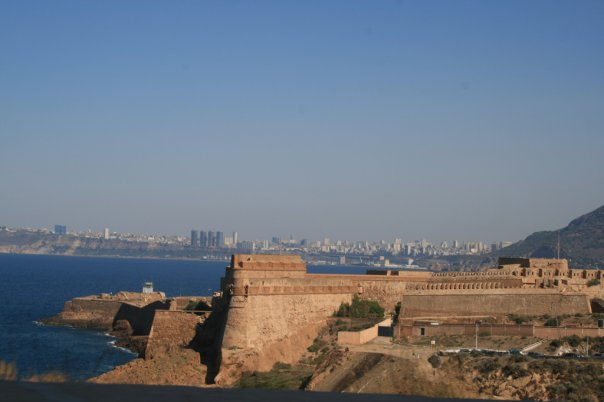
Іспанські форти Мерс-ель-Кебіру

Порт Мерс-ель-Кебір вважається найкращою мариною Алжиру. Військово-морська база доступна для кораблів всіх класів.
Акваторія порту захищена двома молами: східним протяжність близько 1800 метрів і двокілометровим північним. Між ними розташований 200-метровий вхід в базу. Найбільша глибина в гавані — 28 метрів. Довжина причальної стінки понад 10 000 м, глибина — 10-12 м.
У прибережному гірському масиві розташовується комплекс підземних споруд — штаб, казарми, майстерні. Також є зовнішні складські приміщення, площею близько 2,6 км²; склад пального. Судноремонтні підприємства обладнані доками та сліпами, що забезпечують ремонт кораблів до есмінців включно, а також підводних човнів.
У районі військово-морської бази розташований також аеродром Бу-Сфер з 3000-метровою злітно-посадковою смугою.